# Lac de Melo
Lac de Melo (cos Lavu di Melu) – jezioro górskie na Korsyce, jeden z największych naturalnych zbiorników słodkowodnych na tej wyspie.

## Położenie
Jezioro Melo leży w centralnej części wyspy, w departamencie Górna Korsyka (choć przy samej granicy Korsyki Południowej). Położone jest w masywie Monte Rotondo, niespełna 3 km na zachód od szczytu Monte Rotondo. Znajduje się w strefie wysokogórskiej, jego lustro leży na wysokości 1711 m n.p.m., 219 m poniżej poziomu lustra wody Lac de Capitello. Zajmuje kocioł polodowcowy, stanowiący przedostatnie (licząc od dołu) piętro doliny potoku Restonica – ostatnie zajmuje wspomniane wyżej jezioro Capitello. Wznoszący się nad nim od południowego wschodu szczyt Pointe Mozello (2345 m n.p.m.) leży w głównym grzbiecie wododziałowym wyspy, biegnącym z północy na południe. Jezioro znajduje się w granicach rezerwatu przyrody Masywu Monte Ritondu (fr. Réserve naturelle du Massif du Monte Ritondu).

## Charakterystyka
Lac de Melo jest jeziorem polodowcowym. Wypełnia część karu lodowcowy, otoczonego szczytami wznoszącymi się na wysokość 190–2300 m n.p.m. Ma kształt zbliżony do koła o średnicy ok. 300 m. Posiada mało rozwiniętą linię brzegową. Brzegi są jednak w większości niedostępne, skaliste lub po lustro wody zarośnięte krzaczastą roślinnością. Ze względu na niezbyt wysokie położenie jeziora oraz rozległość zajmowanego cyrku lodowcowego, a co za tym idzie małe zacienienie tafli, pokrywa lodowa na jeziorze utrzymuje się zwykle jedynie ok. 6 miesięcy.
Lac de Melo jest jeziorem przepływowym. Przepływa przezeń (z zachodu na północny wschód), z położonego wyżej jeziora Capitello, źródłowy tok potoku Restonica.

## Turystyka
Jezioro uznawane jest za jedno z najpiękniejszych jezior górskich Korsyki i stanowi pożądany cel wycieczek. Latem, zwłaszcza w weekndy, z położonych niżej parkingów, obok szałasu pasterskiego Grotelle, dociera nad nie łatwą ścieżką biegnącą doliną potoku Restonica do 1000-1200 turystów dziennie. Jedynie niewielka część z nich udaje się do położonego wyżej jeziora Capitello.
Ze względu na ukształtowanie terenu, dostępny jest jedynie północno-zachodni fragment brzegów jeziora. Ze względu na położenie jeziora w granicach rezerwatu przyrody biwakowanie nad nim jest zabronione.